# 圣佩德罗德拉罗卡堡
圣佩德罗德拉罗卡堡（Castillo de San Pedro de la Roca）是古巴沿海城市圣地亚哥-德古巴的一座堡垒，位于市中心西南方向约十公里处，可俯瞰海湾，于1997年入选联合国教科文组织世界遗产。

## 历史

### 初期设计
1637年，乔瓦尼·巴蒂斯塔·安东内利（Giovanni Battista Antonelli）应圣地亚哥-德古巴总督佩德罗·德拉罗卡德博尔哈之请为城市设计防范海盗来袭的堡垒，这座堡垒便是圣佩德罗德拉罗卡堡。在此以前，当地还于1590至1610年间修成另一座堡垒，但规模远远不及。安东内利的设计能够适应堡垒两侧以大角度直插海湾的地形，坐落在一系列的梯田之上。

### 进一步修筑

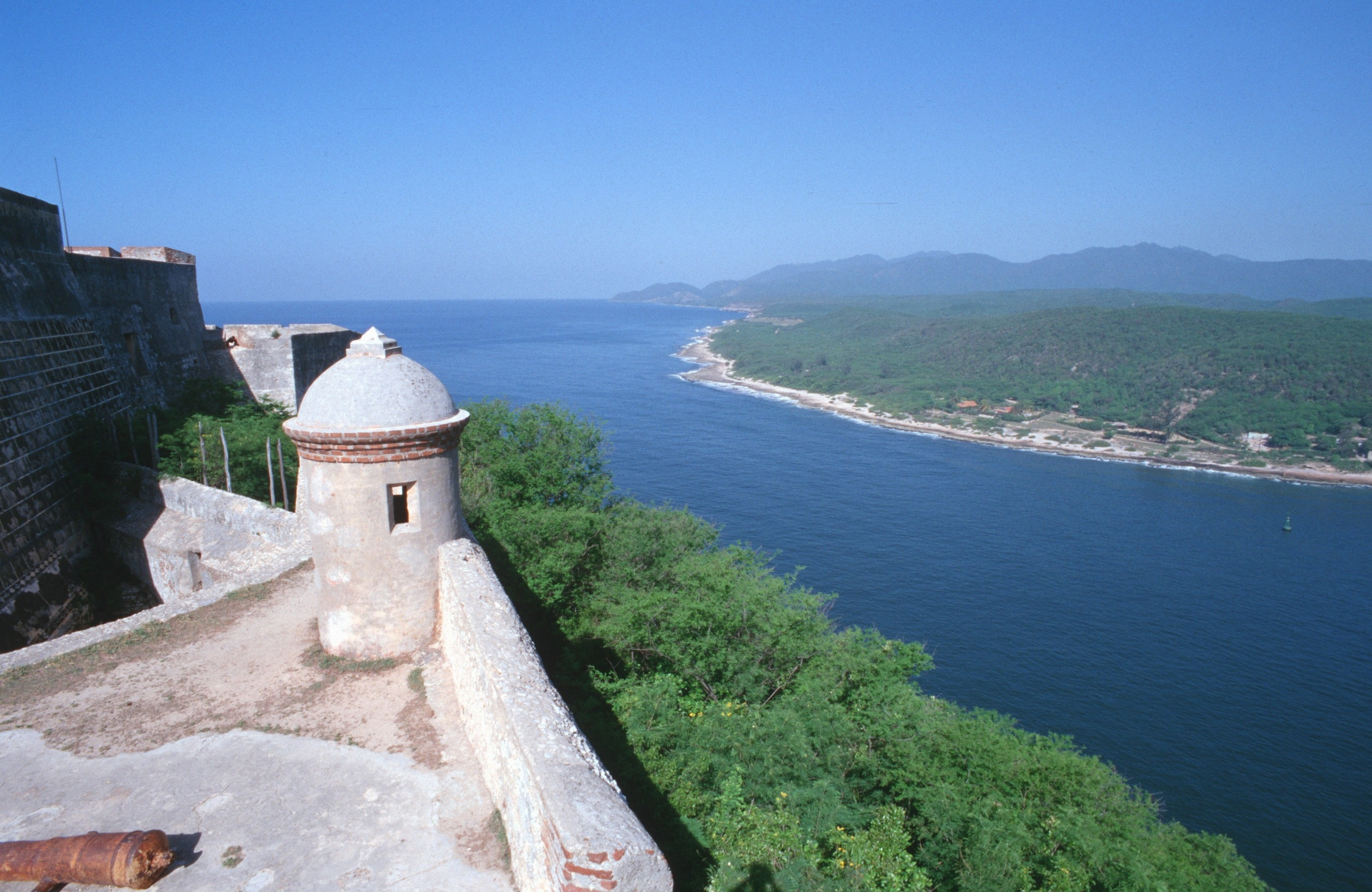
从堡垒俯瞰海湾

1662年堡垒还在建设时，就有英国强盗在克里斯托弗·迈格斯（Christopher Myngs）的率领下占领圣地牙哥达两周之外，在此期间不但夺得火炮，还将部分堡垒摧毁。海盗离开后，西班牙政府下令重新修缮受损的堡垒，并把驻军增至300人。

### 世界遗产
1997年，圣佩德罗德拉罗卡堡在第21届世界遗产委员会上入选为联合国教科文组织世界遗产，世界遗产委员会认为，这片“复杂的建筑群……是西班牙裔美洲人的军事建筑中保存最完整、最好的一个。”